# 扎特夏 (伏林州)
扎特夏（烏克蘭語：Затишшя）是位於烏克蘭西部的村莊，由沃倫州科韋利區的沙茨克市鎮負責管轄。該村面積0.16平方公里，海拔高度162米，2001年人口260，人口密度每平方公里1,677.42人。